# マンフレート・シュネルドルファー
マンフレート・シュネルドルファー（Manfred Schnelldorfer、1943年5月2日 - ）は、ドイツ出身の男性フィギュアスケート選手で現在はタレント。1964年インスブルックオリンピック男子シングル金メダリスト。1964年世界フィギュアスケート選手権優勝。

## 経歴
- 1954年シーズンより1963年シーズンまで西ドイツ国内シニア9度の優勝。
- 1964年、インスブルックオリンピックに統一ドイツ連合代表として参加し、金メダルを獲得。続く世界フィギュアスケート選手権でも優勝。
- 引退後、歌手と俳優に挑戦した。1964年にリリースしたシングル “Wenn du mal allein bist (君がまた一人になったら) ”は西ドイツのヒットチャートで5位に入るヒットとなった。芸能活動の後、西ドイツのナショナルチームのコーチを務めた。
- 現在はミュンヘンでスポーツショップを数軒経営しており、妻と二人の子供がいる。
- 両親はドイツで著名なコーチである。

## 主な戦績
| 大会/年        | 1954-55 | 1955-56 | 1956-57 | 1957-58 | 1958-59 | 1959-60 | 1960-61 | 1961-62 | 1962-63 | 1963-64 |
| -------------- | ------- | ------- | ------- | ------- | ------- | ------- | ------- | ------- | ------- | ------- |
| オリンピック   |         |         |         |         |         | 8       |         |         |         | 1       |
| 世界選手権     |         |         | 11      | 15      |         | 7       |         | 5       | 3       | 1       |
| 欧州選手権     | 10      | 10      | 7       | 7       | 5       | 3       | 3       | 3       | 2       | 2       |
| 西ドイツ選手権 | 1       | 1       | 1       | 1       | 1       | 1       | 1       |         | 1       | 1       |